# 御営庁
御営庁（オヨンチョン）は、李氏朝鮮の首都防衛を行う軍営の1つ。

## 階級
- 都提調(正一品)
- 提調(正二品)
- 大将(従二品)
- 中軍(従二品)
- 別将(正三品堂上)
- 千総(正三品堂上)
- 別後部千総(正三品堂上)
- 騎士将(正三品堂上)
- 把総(従四品)
- 外方兼把総(従四品)
- 従事官(従六品)
- 哨官(従九品)